# Reidun Tatham
Reidun Tatham (* 20. März 1978 in Calgary) ist eine ehemalige kanadische Synchronschwimmerin.

## Erfolge
Reidun Tatham gewann 1999 ihre erste internationale Medaille: mit der kanadischen Équipe erzielte sie bei den Panamerikanischen Spielen in Winnipeg das beste Resultat aller Mannschaften, noch vor den Vereinigten Staaten und Mexiko, und sicherte sich so die Goldmedaille. Beim Weltcup in Seoul nahm sie im selben Jahr im Duettwettkampf teil, ohne jedoch eine Podestplatzierung zu erreichen. Bei den Olympischen Spielen 2000 in Sydney gehörte Tatham erneut zum Aufgebot Kanadas im Mannschaftswettbewerb. Zusammen mit Lyne Beaumont, Claire Carver-Dias, Erin Chan, Catherine Garceau, Fanny Létourneau, Jacinthe Taillon und Kirstin Normand gelang ihr mit 97,357 Punkten das drittbeste Ergebnis des Wettkampfs, womit die Kanadierinnen hinter den Russinnen, die mit 99,146 Punkten Olympiasiegerinnen wurden, und den mit 98,860 Punkten zweitplatzierten Japanerinnen die Bronzemedaille gewannen.